# 海宁府
海宁府，元朝时设置的府。
至元时改海州路置，治所在朐山县（今江苏省连云港市西南海州镇）。属淮安路，辖境约今江苏省新沂市沭河以东、泗阳县及以北地区。寻降为海宁州。 